# Campioni italiani assoluti di atletica leggera - Lancio del giavellotto stile libero e impugnato maschile
Questa pagina raccoglie un elenco di tutti i campioni italiani dell'atletica leggera nel lancio del giavellotto stile libero e nel lancio del giavellotto impugnato. 

## Albo d'oro

### Lancio del giavellotto stile libero
Questa specialità fu parte dei campionati italiani di atletica leggera per quattro sole edizioni: 1913, 1914, 1919 e 1920.
| Anno | Atleta (società)                         | Prestazione            |
| ---- | ---------------------------------------- | ---------------------- |
| 1913 | Oreste Passuti Sempre Avanti Bologna     | 51,83 m                |
| 1914 | Luigi Nieddu ?                           | 50,25 m                |
| 1915 | Edizioni non disputate                   | Edizioni non disputate |
| 1916 | Edizioni non disputate                   | Edizioni non disputate |
| 1917 | Edizioni non disputate                   | Edizioni non disputate |
| 1918 | Edizioni non disputate                   | Edizioni non disputate |
| 1919 | Giuseppe Tugnoli Virtus Atletica Bologna | 49,57 m                |
| 1920 | Oprando Bottura Virtus Atletica Bologna  | 44,29 m                |

### Lancio del giavellotto impugnato
Questa specialità consisteva nel lancio dell'attrezzo servendosi di entrambe le mani. Fu parte del programma dei campionati solo per tre edizioni, dal 1913 al 1919.
| Anno | Atleta (società)       | Prestazione            |
| ---- | ---------------------- | ---------------------- |
| 1913 | Ubaldo Bianchi ?       | 38,56 m                |
| 1914 | Gian Ercole Salvi ?    | 37,41 m                |
| 1915 | Edizioni non disputate | Edizioni non disputate |
| 1916 | Edizioni non disputate | Edizioni non disputate |
| 1917 | Edizioni non disputate | Edizioni non disputate |
| 1918 | Edizioni non disputate | Edizioni non disputate |
| 1919 | Oprando Bottura ?      | 39,60 m                |